# ایستگاه یوزاوا
ایستگاه یوزاوا (به لاتین: Yuzawa Station) یک ایستگاه قطار در ژاپن است که در یوزاوا، آکیتا واقع شده‌است.